# Pafos FC
Pafos FC (în greacă Πάφος FC) este un club de fotbal profesionist cipriot cu sediul în Paphos care evoluează în Prima Divizie Cipriotă. A fost înființat în 2014, prin fuziunea dintre AEP Paphos și AEK Kouklia. Clubul joacă meciurile de acasă pe stadionul Stelios Kyriakides. Clubul este deținut de doi oameni de afaceri ruși: Serghei Lomakin și Roman Dubov. Lomakin este, de asemenea, proprietarul clubului rus FC Rodina Moscova⁠(d).
Emblema clubului include numele clubului și orașului și prezintă figura revoluționarului cipriot Evagoras Pallikarides. Forma și culorile emblemei (alb, albastru și auriu) se referă la cluburile istorice ale APOP și AEK Kouklia.
Pafos FC a participat în Divizia a II-a cipriotă în sezonul 2014–15, primul sezon din istoria clubului. Primul meci din istoria clubului a fost împotriva lui Enosis Neon Paralimni, pe Stadionul Municipal din Geroskipou, care a fost primul stadion de acasă al echipei. Echipa a terminat pe locul doi și a promovat în prima divizie. Prima lor victorie și prima victorie generală a echipei în prima divizie au avut loc pe 12 septembrie 2015, în a treia etapă a sezonului, când Pafos FC a învins pe Aris Limassol cu 3-0 acasă. La finalul sezonului 2015–16, primul al lui Pafos FC în prima divizie, echipa a terminat pe locul 12 și a retrogradat. În sezonul următor echipa a terminat pe locul 2 în Divizia a II-a și a promovat din nou în Prima Divizie. În sezonul următor, Pafos FC a rămas în prima divizie, terminând pe locul 10 sub conducerea noului proprietar, Total Sports Investments, condus de omul de afaceri britanic Roman Dubov.
În mai 2024, Pafos a câștigat Cupa Ciprului, marcând primul trofeu major al clubului.